# Sergio Badilla Castillo
Sergio Badilla Castillo (Valparaíso, 30 novembre 1947) è un poeta e traduttore cileno.
È il fondatore del movimento transrealista nella poesia moderna.

## Biografia
Badilla Castillo è nato a Valparaíso, il porto più importante del Cile, il 30 novembre 1947. È laureato in giornalismo all'università del Cile nel 1972. Ha studiato all'università di Stoccolma, dove ha ricevuto un diploma in metodologia dell'antropologia sociale.
Badilla Castillo lavorò tredici anni nella Radio Nazionale della Svezia, come giornalista nel settore della cultura, cosa che lo indurrà a essere traduttore di poesia svedese, scandinava, inglese ed americana.
Di suo padre che era marinaio, Badilla Castillo ha ricevuto il suo essere nomade. Durante i venti anni trascorsi in esilio, Badilla Castillo ha viaggiato in tutta Europa, l'Africa del Nord ed il Medio Oriente. Si è stabilito per un breve periodo anche in Romania nel 1975, interessato dalla mitologia di questa regione. Rientrato in Cile nel 1993, Badilla Castillo ha lavorato come giornalista e professore d'università.
In Svezia, paese che lo ha accolto per un lungo periodo, le sue poesie sono state incluse nella prima Antologia di Poesia Cilena (Bevingade Lejon) pubblicata dalle edizioni Bonniers, nel 1991.

## Opere
Il primo libro di poesia di Badilla, 1973: Fra il Calcestruzzo e l'Erba, è stato stampato, da lui stesso, a Valparaiso, in un'edizione personale. Più tardi, nel 1980 ha pubblicato il suo secondo libro: Abbassate del mio Ramo, una raccolta di narrazioni brevi. Questa opera è stato accolta favorevolmente dalla la critica svedese, considerandola eccellente.
Tra 1981 e 1987 pubblica tre dei suoi libri influenzati dall'atmosfera scandinava: L'alloggio del Segno, Canzone Onirica e Riverberazioni delle Pietre Acquatica. Non tralasciando la sua vena poetica, in questo periodo è diventato anche un traduttore esperto di diverse lingue nordiche: svedese, finlandese, inglese, francese e poesia latina.
La materia iniziale di Badilla fa spesso riferimento ad argomenti mitologici o favolosi, mentre molte delle sue poesie sono ispirate da leggende. Il rientro in Cile di Badilla Castillo coincide con una modifica della sua opera, cominciando a scrivere in un modo molto più auto biografico. Nel suo libro Saga Nordica rivoluziona il suo linguaggio e la sua scrittura.
È un periodo di provocazione, di sperimentazione di argomenti leggendari derivati dalle saghe mitologiche dei vichinghi. Di fatto, Badilla Castillo si avvicina con il transrealismo di Rudy Rucker per esplorare eccessivamente nuove dimensioni e la condizione di tempo.
Nei volumi posteriori di Badilla Castillo, come Lo Sguardo Apprensivo del Bastardo (2003), e Poesie Transreale ed Alcuni Vangeli (2005)), ci si osserva la conversione delle sfere della realtà, la volontà di aprirsi a nuove dimensioni temporali e spaziali che creano una trasformazione quasi illusoria, dando alle parole, un nuovo senso, che ne amplificano il senso ed il comune significato.
La sua poesia attuale è fortemente immaginaria. Ci si trovano molti smembramenti del tempo e delle percezioni immediate di una certa realtà descritta, rivalutando ed ammirando il mondo ordinario. Sergio Badilla Castillo, risiede a Santiago del Cile. Le sue ultime opere evocano l'ambiente e gli straordinari ritmi ed effetti del paesaggio del Sud Pacifico, rispettando un'autonomia ed un pensiero unico e molto personale.

## Pubblicazioni
- 1980: Più Bassi del mio Ramo Invandrarförlaget. Borås. Svezia. (narrazione brevi)

- 1982: L'alloggio del Segno. Edizioni Bikupa. Stoccolma. (poesia)

- 1983: Canzone Onirica. Edizioni LAR. Madrid. (poesia)

- 1985: Riverberazioni de pietre acquatica. Bikupa. Stoccolma. (poesia)

- 1989: Terrenalis. Edizioni Bikupa. Stoccolma. (poesia)

- 1996: Saga Nordica. Edizioni Monteverdi. Santiago di Cile (poesia)

- 2003: Lo Sguardo Apprensivo del Bastardo. Consiglio Regionale di Valparaiso. (poesia)

- 2005: Poesie Transreale ed Alcuni Vangeli. Aura Latina. Santiago/Stoccolma (poesia)